# Eleccions legislatives gregues de 1952
Les eleccions legislatives gregues de 1952 se celebraren el 16 de novembre de 1952. Vencé el Reagrupament Grec del general Alexander Papagos. El Partit Popular només va obtenir un 1%.
| | Reagrupament Grec                                                                               | Alexander Papagos                                        |           | 49,22                                       |  | 147 |  |  |
| | Unió del Centre Nacional Progressista Partit Liberal Partit Socialista-Unió Democràtica Popular | Georgios Papandreu Sophoklis Venizelos Alexandros Svolos |           | 34,22                                       |  | 103 |  |  |
| | Esquerra Democràtica Unida                                                                      | Ioannis Passalidis                                       |           | 9,55                                        |  | 29  |  |  |
| | Partit Popular                                                                                  | Konstantinos Tsaldaris                                   |           | 1,05                                        |  | 3   |  |  |
| | Reagrupament de Pagesos i Treballadors                                                          |                                                          |           | 0,66                                        |  | 2   |  |  |
| | Partit dels Grangers                                                                            |                                                          |           | 0,04                                        |  | -   |  |  |
| | Llistes d'independents                                                                          |                                                          |           | 3,57                                        |  | 11  |  |  |
| | Altres                                                                                          |                                                          |           | 1,69                                        |  | 5   |  |  |
| Escons totals | Escons totals                                                                                   | Escons totals                                            |           |                                             |  | 300 |  |  |
| Població | Població                                                                                        | Població                                                 | 7.395.219 |                                             |  |     |  |  |
| Votants | Votants                                                                                         | Votants                                                  | 2.123.150 |                                             |  |     |  |  |
| Vots totals | Vots totals                                                                                     | Vots totals                                              | 1.600.172 | (21,61% de la població 75,36% dels votants) |  |     |  |  |
| Abstenció | Abstenció                                                                                       | Abstenció                                                | 522.978   | 24,64%                                      |  |     |  |  |
| Vots vàlids | Vots vàlids                                                                                     | Vots vàlids                                              | 1.591.807 |                                             |  |     |  |  |
| Vots nuls | Vots nuls                                                                                       | Vots nuls                                                | 8.365     | 0,52%                                       |  |     |  |  |
| Constituències | Constituències                                                                                  | Constituències                                           | 99        |                                             |  |     |  |  |
| Fonts: Richard Clogg, A Concise History of Greece, Cambridge: Cambridge UP, 1992, p. 234. Antonis Pantelis, Stefanos Koutsoumpinas, Triantafyllos Gerozisis: Texts of Constitutional History, Volume II, pages 830-831 |                                                                                                 |                                                          |           |                                             |  |     |  |  |